# Commander Keen - Episode Four: The Secret of the Oracle
 (janvier 2018).
Si vous disposez d'ouvrages ou d'articles de référence ou si vous connaissez des sites web de qualité traitant du thème abordé ici, merci de compléter l'article en donnant les références utiles à sa vérifiabilité et en les liant à la section « Notes et références ».
Commander Keen - Episode Four: The Secret of the Oracle est un jeu vidéo de plate-forme sorti en 1991 et fonctionne sur DOS, il est le premier épisode de Goodbye Galaxy!, seconde mini-série de la série Commander Keen. Développé par Id Software et édité par Apogee Software et Activision, le jeu a été conçu par John Carmack et Tom Hall.
Il a été distribué en partagiciel alors que l'épisode suivant, lui, devait être acheté.

## Trame
Billy (Commander Keen) vient de terminer sa radio « plus rapide que la lumière » avec laquelle il apprend que les Shikadi comptent détruire la galaxie. Le héros se précipite alors sur la planète Gnosticus IV pour consulter les Gardiens de l'Oracle mais découvre alors que ces derniers ont été faits prisonniers. Le Commander Keen devra alors retrouver et libérer les huit doyens.